# Schesep
Schesep, auch shep oder henet, (englisch auch palm) war die altägyptische Bezeichnung der altägyptischen Handbreite, die 7,5 Zentimeter maß. Eine Handbreite hatte die Länge von vier Djeba (Finger). Sieben Schesep ergaben eine Königselle und sechs Schesep die kleine Elle (0,45 Meter). Die Maßeinheit Schesep wurde unter anderem für die Messung der Nilfluthöhe verwendet. 